# عمر كاناس
عمر كاناس (بالإسبانية: Omar Cañas)‏ هو لاعب كرة قدم كولومبي، ولد في 16 سبتمبر 1969 في ميديلين في كولومبيا، وتوفي في 3 فبراير 1993 في Bello, Antioquia ‏ في كولومبيا.

## وصلات خارجية
- عمر كاناس على موقع أوليمبيديا (الإنجليزية)